# Università di Perpignano
L' Università di Perpignano Via Domizia (Université de Perpignan Via Domitia) è un istituto universitario francese con sede a Perpignano (Linguadoca-Rossiglione).